# Jean Oberlé
 (juin 2015).
Si vous disposez d'ouvrages ou d'articles de référence ou si vous connaissez des sites web de qualité traitant du thème abordé ici, merci de compléter l'article en donnant les références utiles à sa vérifiabilité et en les liant à la section « Notes et références ».
Pour les articles homonymes, voir Oberlé.
Jean Oberlé, né le 12 janvier 1900 à Brest et mort le 2 mars 1961 à Paris, est un peintre et illustrateur français.

## Biographie
Jean Oberlé illustra une vingtaine d'ouvrages contemporains et travailla pour différents journaux ou magazines parisiens, dont Le Crapouillot, de façon assez importante. Il illustre par exemple en 1924 Le Prix Lacombyne de Renée Dunan, dont il publie la même année un portrait dans l'hebdomadaire illustré Le Carnet de la semaine.
Il rencontra tous ceux qui comptaient dans le Montparnasse des années 1920 (Portrait par Jules Pascin, 1924[réf. nécessaire]). Une profonde amitié le liait à Max Jacob, dont il peint le portrait à plusieurs reprises.
Il obtient le prix Blumenthal en 1934.
En 1940, il se trouve à Broadcasting House avec Jean Marin et Paul Gordeaux quand le général de Gaulle prononce en leur présence l'appel du 18 juin. Pendant la Seconde Guerre mondiale, il est l'un des animateurs de l'équipe de la France libre à Radio Londres. Créateur de multiples slogans, on lui doit le fameux : « Radio Paris ment, Radio Paris ment, Radio Paris est allemand ». A la Libération, de retour en France il est fait chevalier de la Légion d'honneur (il était déjà chevalier de l'Ordre de la Couronne de Belgique) par décret du 23 avril 1946. 
Illustrateur plein de fantaisie et d'à-propos, il fut l'une des figures de l'après-guerre.
Il a été le compagnon de la parfumeuse Germaine Cellier (elle vivait dans son appartement du 19 rue de Lille).
Il fait partie du comité de rédaction de l'hebdomadaire Bref, créé par l'équipe française de la BBC, reconstituée à cette occasion, dont le premier numéro parait le 17 novembre 1945. Sa photographie, comme celle d'autres collaborateurs, apparaît en quatrième de couverture des trois premiers numéros. Il y collabore aussi bien comme illustrateur que comme journaliste.
Jean Oberlé repose au cimetière de Vaucresson dans les Hauts-de-Seine.

## Distinctions
- Chevalier de la Légion d'honneur (1948)

## Œuvres

### Publications
- Images anglaises, ou l'Angleterre occupée, Hachette, 1942 ;
- Jean Oberlé vous parle…, souvenirs de cinq années à Londres, avec sept dessins de l'auteur, La Jeune Parque, 1945 ;
- Jean Dorville, Éditions Galerie Lucy Krohg, 1946 ;
- Pages choisies de Pierre Bourdan, introduction de Jean Oberlé, Magnard, 1951 ;
- Utrillo Montmartre, Hazan, 1956 ;
- La vie d'artiste (souvenirs)", illustrations de l'auteur, Denoel, 1956.

### Ouvrages illustrés
- Le Rire, illustration d'une pleine page intérieure dans les N°213/ 256/ 305/ 321 années 1923/ 1924/ 1925
- Renée Dunan, Le Prix Lacombyne, Éditions Mornay, 1924 ;
- Maurice Dekobra, Les Nuits de Walpurgis, avec douze eaux-fortes, Éditions Baudinière, 1926 ;
- René Boylesve, La Touraine, frontispice, Éditions Emile-Paul Frères, Portrait de la France n°4, 1926 ;
- Paul de Kock, La Pucelle de Belleville, MP. Trémois, Paris, 1927 ;
- Pierre Veber, Amour, amour,…, Les arts et le livre, 1928 ;
- Jean Galtier-Boissière, La Vie de garçon, avec huit eaux-fortes et des illustrations, Mornay, 1929 ;
- Jean Galtier-Boissière, La Belle Amour, Librairie Gund, 1945 ;
- Marcel Aymé, Traversée de Paris, gravures, Édition de la galerie Charpentier, Paris, 1946 ;
- Roger Vercel, Le Capitaine Conan, Monte-Carlo, Éditions du Livre, 1946 ;
- Georges Courteline, Les Linottes, Nouvelle Librairie de France, 1948 ;
- Vanity Fair, no de juin 1932, couverture représentant Paul von Hindenburg.
- Couvertures de plusieurs numéros de Bref :
  - no 1 : Gaston Palewsky avec en arrière-plan l'ombre du général de Gaulle
  - no 3 : Maurice Schumann
  - no 4 : Diana and Duff Cooper, titre en anglais, p. 2
  - no 8 : Le général de Lattre de Tassigny
  - no 29, 1er juin 1946 : François Mauriac en Don Quichotte, chevauchant une cocotte marquée Figaro, à côté de Georges Duhamel en Sancho Pança

### Théâtre
Costumes et décors
- 1945 : Tartuffe de Molière, mise en scène Marcel Herrand, Paris, théâtre des Mathurins

## Collections publiques
En Belgique
- Bruxelles, ambassade de France, en dépôt à la représentation de la France à l'Union Européenne : Marine, huile sur toile

En France
- Musée des beaux-arts de Bordeaux : Portrait du général de Montsabert, huile sur toile
- Musée des beaux-arts de Nantes : Le Port de Saint-Guénolé, huile sur isorel
- Musée des beaux-arts d'Orléans : Max Jacob, huile sur toile
- Paris, hôtel de Matignon : La Martiniquaise, 1949, huile sur toile
- Paris, musée de l'Armée : Général Juin, 1970, huile sur toile
- Paris, musée d'Histoire contemporaine : fonds de trente dessins, dont des portraits de personnalités
- Musée des beaux-arts de Quimper :
  - Marine en Bretagne, huile sur isorel
  - Portrait de Max Jacob, plume sur papier

### Articles dansBref
- Billets encadrés de ses noms et prénoms dans les numéros 1, 2, 8 ; puis intitulés « Ceci dit », dans les numéros 4, 13, 11, 14, 15, 17, 18, 20, 26, 27, 29.
- Articles : « l'Assemblée Constituante » (no 3), « Le procès de Nuremberg » (no 6 et 7), « Alsace-Lorraine » (no 13), « La marine française est-elle toujours vichyste ? » (no 22), « Les derniers jours de la Constituante » (no 25).

## Hommages
En 2000, la rue Jean-Oberlé dans le 19e arrondissement de Paris prend son nom. Il existe également une rue Jean Oberlé à Brest.